# Resolutie 1831 Veiligheidsraad Verenigde Naties
Resolutie 1831 van de Veiligheidsraad van de Verenigde Naties werd op 19 augustus 2008 unaniem door de VN-Veiligheidsraad aangenomen en verlengde de autorisatie van de AU-vredesmacht in Somalië met een half jaar.

## Achtergrond
In 1960 werden de voormalige kolonies Brits Somaliland en Italiaans Somaliland onafhankelijk en samengevoegd tot Somalië. In 1969 greep het leger de macht en werd Somalië een socialistisch-islamitisch land. In de jaren 1980 leidde het verzet tegen het totalitair geworden regime tot een burgeroorlog en in 1991 viel het centrale regime. Vanaf dan beheersten verschillende groeperingen elk een deel van het land en enkele delen scheurden zich ook af van Somalië. In 2006 werd het grootste deel van Somalië veroverd door de Unie van Islamitische Rechtbanken. Op het einde van dat jaar werden zij echter door troepen uit buurland Ethiopië verjaagd. In 2008 werd piraterij voor de kust een groot probleem.

## Inhoud

### Waarnemingen
De Veiligheidsraad bevestigde haar veroordeling van al het geweld om het vreedzame politieke proces in Somalië te hinderen. Op 19 augustus 2008 was een akkoord getekend tussen de Tijdelijke Federale Overheid en de Alliantie voor de Herliberalisatie van Somalië. Dat akkoord vroeg de VN om een internationale stabilisatiemacht van bevriende landen uitgezonderd de buurlanden te autoriseren. De Veiligheidsraad zelf was bereid ten gepaste tijde een VN-vredesmacht te laten overnemen van de AMISOM-vredesmacht van de Afrikaanse Unie.

### Handelingen
De autorisatie van de AU-lidstaten om een missie in Somalië te behouden werd opnieuw met 6 maanden verlengd. Deze mocht al het nodige doen om belangrijke infrastructuur en humanitaire hulpverlening te beschermen. Ook werd de AU-macht gevraagd te helpen met de terugtrekking van andere buitenlandse troepen in Somalië.

## Verwante resoluties
- Resolutie 1814 Veiligheidsraad Verenigde Naties
- Resolutie 1816 Veiligheidsraad Verenigde Naties
- Resolutie 1838 Veiligheidsraad Verenigde Naties
- Resolutie 1844 Veiligheidsraad Verenigde Naties

Lijst ·  1795 ·  1796 ·  1797 ·  1798 ·  1799 ·  1800 ·  1801 ·  1802 ·  1803 ·  1804 ·  1805 ·  1806 ·  1807 ·  1808 ·  1809 ·  1810 ·  1811 ·  1812 ·  1813 ·  1814 ·  1815 ·  1816 ·  1817 ·  1818 ·  1819 ·  1820 ·  1821 ·  1822 ·  1823 ·  1824 ·  1825 ·  1826 ·  1827 ·  1828 ·  1829 ·  1830 ·  1831 ·  1832 ·  1833 ·  1834 ·  1835 ·  1836 ·  1837 ·  1838 ·  1839 ·  1840 ·  1841 ·  1842 ·  1843 ·  1844 ·  1845 ·  1846 ·  1847 ·  1848 ·  1849 ·  1850 ·  1851 ·  1852 ·  1853 ·  1854 ·  1855 ·  1856 ·  1857 ·  1858 ·  1859